# Ripe (musikalbum)
Ripe är ett musikalbum från 1998 av Erika Norberg. Albumet släpptes i Japan.

## Låtlista
1. "Blank Generation"
2. "Do You"
3. "Yum-Yummy!"
4. "So Sad But True"
5. "A-Go-Go"
6. "She Sleeps on Roses"
7. "Baby Alien"
8. "Bangkok"
9. "What's the Matter?"
10. "Monkey Inside"
11. "Suburban Sky"
12. "If There's a God"